# 双桥镇 (万载县)
双桥镇，是中华人民共和国江西省宜春市万载县下辖的一个乡镇级行政单位。

## 行政区划
双桥镇下辖以下地区：
双桥街社区、清城村、山溪村、玉泉村、西江村、大桥村、绍江村、宅上村、昌田村、浩石村、水南村、黄源村、深塘村、尚庄村、柏树村和龙田村。